# De Quina pra Lua
De Quina Pra Lua é uma telenovela brasileira produzida e exibida pela TV Globo de 21 de outubro de 1985 e 25 de abril de 1986, em 164 capítulos. Substituiu A Gata Comeu e foi substituída por Sinhá Moça, sendo a 31ª "novela das seis" exibida pela emissora.
Escrita por Alcides Nogueira, a partir de um argumento criado por Benedito Ruy Barbosa e com colaboração de Walther Negrão. Contou com a direção de Atílio Riccó, Mário Márcio Bandarra e Ricardo Waddington, com a supervisão geral de Daniel Filho.
Contou com Agildo Ribeiro, Elizabeth Savalla, Hugo Carvana, Paulo Betti, Tamara Taxman, José Dumont, Denise Milfont, Taumaturgo Ferreira, Isabela Garcia, Marco Antônio Pâmio, Milton Moraes e Eva Wilma nos papéis centrais da trama.

## Enredo
A trama começa quando José João Batista (Milton Moraes), mais conhecido como Zezão, morre de mal súbito na casa de Mariazinha (Elizabeth Savalla), após quase atropelá-la quando dirigia de volta para casa.  O cartão premiado acaba sendo enterrado com ele, para desespero da família, que não encontra o bendito papel que poderá enriquecê-los. Angelina (Eva Wilma), mulher de Zezão, e os quatro filhos, Pedro (Buza Ferraz), Jesus (Taumaturgo Ferreira), André (Mateus Carrieri) e Maria de Fátima (Isabela Garcia), procuram em todos os lugares possíveis, até que Angelina tem uma visão do falecido marido, e ele lhe diz ter sido enterrado com o cartão, que está no bolso de seu paletó. Ela decide, então, desenterrar o corpo de Zezão. Ao abrir o caixão, a família descobre que o cadáver está apenas de cuecas, deduzindo, então, que o bilhete fora roubado. Inicia-se aí a trama principal da novela: a busca pelo cartão desaparecido.
O professor de matemática Dante Cagliosto (Agildo Ribeiro) é mais um personagem-chave para o enredo principal da novela. Grande amigo de Zezão, Cagliosto tem como verdadeiras paixões a astronomia e a ópera. Ao inteirar-se da confusão, Cagliosto decide ajudar a família de seu grande amigo, passando a coordenar a procura pelo cartão premiado. No passado, Cagliosto foi apaixonado por Angelina. Agora, com a morte de Zezão, ambos voltam a aproximar-se. Quem não gosta nada da história é a manicure Mariazinha (Elizabeth Savalla), interessada no professor. Juntos, eles formam um triângulo amoroso bem-humorado. Ela decide ajudar Cagliosto a encontrar o bilhete, pois foi ela quem atropelou Zezão. Culpada, Mariazinha passa a ser uma das mais dedicadas na busca pela mina de ouro.
Outras personagens que também vão atrás do cartão premiado são o padre Antônio (Felipe Carone), amigo da família, e Silva (Hugo Carvana), um homem de negócios escusos, muito ambicioso, que pretende tirar partido da história. Ele fica sabendo do cartão premiado por intermédio de seu filho, Marcos (Marco Antônio Pâmio), que namora Maria de Fátima (Isabela Garcia), filha de Zezão e Angelina.
Ainda nos capítulos iniciais, Zezão também aparece para o padre Antônio. Ele revela que um ladrão de cemitério roubou o cartão e pede que Angelina não desista da busca. Com a ajuda de Mariazinha, Cagliosto consegue finalmente encontrar o tal ladrão, mas, para complicar ainda mais a história, o homem revela que vendeu o paletó para um passante na Lapa. A partir daí, o terno de Zezão passa pelo armário de várias pessoas, e Mariazinha e Cagliosto têm muita dificuldade em encontrá-lo.
Zezão pede permissão para voltar à Terra para proteger sua família, sem que ela perceba sua presença. Ele chega acompanhado pelo anjo Cróvis (José Dumont). Confusos e atrapalhados, ambos enfrentam diversos obstáculos enquanto procuram o cartão premiado. Para complicar ainda mais a vida dos dois, Cróvis se apaixona platonicamente por Maria de Fátima, mas não pode ser visto e nem ouvido pela jovem.
Outro romance que movimenta a novela é o de Laura (Dora Pellegrino) e Bruno (Paulo Betti). Laura é filha do primeiro casamento de Silva e vive em conflito com a madrasta, Silvia (Tamara Taxman). É sensível, inteligente e confiável, o oposto do pai. Bruno é o braço direito de Silva nos negócios, o que acaba deixando Laura desconfiada de seu caráter.
Após muitas buscas, os jornais informam que o ganhador do prêmio finalmente resgatara o dinheiro no banco. Misteriosamente, a fortuna aparece na sala da casa de Angelina, para surpresa e alegria de toda a família. O responsável pela ação foi o anjo Serafim (José Augusto Branco), que veio à Terra como um mendigo para ajudar Zezão a desvendar o mistério sobre o cartão roubado.
Outro desfecho aguardado era o destino de Mariazinha, Cagliosto e Angelina. Depois de envolver-se com Angelina, chegando a pedi-la em casamento, Cagliosto descobre finalmente que seu verdadeiro amor é Mariazinha e decide ficar com ela. Quem fica satisfeito com a união dos dois é Zezão, que não queria de jeito nenhum que Angelina se casasse com seu melhor amigo. Angelina termina sozinha e feliz, perto dos filhos e com o falecido marido olhando por ela.

## Elenco
| Ator / Atriz        | Personagem                                 |
| ------------------- | ------------------------------------------ |
| Agildo Ribeiro      | Dante Cagliosto                            |
| Elizabeth Savalla   | Maria Moreno Cagliosto (Mariazinha)        |
| Hugo Carvana        | Seu Silva                                  |
| Paulo Betti         | Bruno Scapelli                             |
| Bete Mendes         | Patrícia (Paty)                            |
| Cristina Mullins    | Maria Marta                                |
| Buza Ferraz         | Pedro de Jesus Batista                     |
| Tamara Taxman       | Sílvia Silva                               |
| Isabela Garcia      | Maria de Fátima de Jesus Batista (Fatinha) |
| Matheus Carrieri    | André de Jesus Batista                     |
| Taumaturgo Ferreira | Arnaldo de Jesus Batista (Jésus)           |
| Dora Pellegrino     | Laura Silva                                |
| Felipe Carone       | Padre Antônio                              |
| José Augusto Branco | Serafim                                    |
| Thelma Reston       | Joana                                      |
| José Dumont         | Anjo Cróvis / inspetor Peixoto             |
| Lília Cabral        | Marieta                                    |
| Abrahão Farc        | Moshe                                      |
| Ana Ariel           | Dona Odila                                 |
| Chaguinha           | Hermelino Carabina                         |
| Ida Gomes           | Dona Urânia                                |
| Ken Kaneko          | Akira                                      |
| Carla Daniel        | Eleonora                                   |
| Sheila Dorfman      | Marcela                                    |
| Denise Milfont      | Alice                                      |

### Apresentando
| Ator                | Personagem                |
| ------------------- | ------------------------- |
| Marco Antônio Pâmio | Marcos Silva (Marquinhos) |

### Ator convidado
| Ator          | Personagem                |
| ------------- | ------------------------- |
| Milton Moraes | José João Batista (Zezão) |
| Eva Wilma     | Angelina de Jesus Batista |

### Figurações
| Ator / Atriz              | Personagem                                                      |
| ------------------------- | --------------------------------------------------------------- |
| Cininha de Paula          | Clodomira (Clô)                                                 |
| Odilon Wagner             | Paulo Souza                                                     |
| Luiz Fernando Guimarães   | Presidente da empresa que aposenta Zezão (primeiro capitulo)    |
| Juliana Carneiro da Cunha | Secretária da empresa onde Zezão trabalhava (primeiro capitulo) |

## Produção
A trama marcou a estreia de Alcides Nogueira como novelista. O mesmo havia começado como colaborador em Livre para Voar em 1984.

## Trilha sonora

### Nacional
Capa: Elizabeth Savalla
| Lado A |                                             |                                                     |                 |         |  |
| N.º    | Título                                      | Compositor(es)                                      | Intérprete      | Duração |  |
| 1.     | "De Quina Pra Lua" (tema de abertura)       | Aldir Blanc / João Bosco                            | João Bosco      | 2:08    |  |
| 2.     | "Doce Magia" (tema de Fatinha e Marquinhos) | Alec R. Costandinos / Erich Bulling / Fafá De Belém | Fafá de Belém   | 3:07    |  |
| 3.     | "Sentimento Blues" (tema de Bruno Scapelli) | Tadeu Mathias                                       | Tadeu Mathias   | 4:19    |  |
| 4.     | "Nuvem" (tema de Mariazinha)                | Ricardo Vilas                                       | Ricardo Vilas   | 4:00    |  |
| 5.     | "Carne Humana" (tema de Cróvis)             | Renato Teixeira                                     | Renato Teixeira | 2:27    |  |
| 6.     | "Haja Coração" (tema de Sílvia)             | Augusto César / Cláudio Rabello                     | Diana Pequeno   | 3:35    |  |
| 7.     | "Cheio de Vontade" (tema de Jésus)          | Tunai                                               | Tunai           | 3:47    |  |

| Lado B |                                                          |                                        |                                              |         |  |
| N.º    | Título                                                   | Compositor(es)                         | Intérprete                                   | Duração |  |
| 1.     | "A Sorte Grande" (tema geral)                            | Beto Magalhães / Raul Carvalho         | Viva Voz                                     | 4:39    |  |
| 2.     | "Violão e Voz" (tema de Angelina)                        | Heitor Valente / Prêntice              | Prêntice                                     | 3:12    |  |
| 3.     | "Roda Solta, Língua Presa" (tema do Professor Cagliosto) | Claudio Nucci/ Luiz Fernando Gonçalves | Golden Boys                                  | 2:57    |  |
| 4.     | "Oh, Pecador! (Sinner Man)" (tema do Padre Antônio)      | Coral Século XX / Zé Ramalho           | Coral Século XX ( com part. esp.) Zé Ramalho | 2:40    |  |
| 5.     | "O Grande Silva" (tema de Silva)                         | Brandão / Siqueira                     | Joelho de Porco                              | 3:42    |  |
| 6.     | "Quero" (tema de Laura)                                  | Cláudio Rabello/ Cristiana             | The Fevers                                   | 3:36    |  |
| 7.     | "Não Aguento Mais" (tema de Pedro)                       | Zé Luiz                                | Zé Luiz                                      | 4:21    |  |

### Internacional
Capa: Ana Luíza (modelo que está de biquíni, virada para o logotipo, indicando que ela está "de quina pra lua")
| Lado A |                                                                  |                                              |                |         |  |
| N.º    | Título                                                           | Compositor(es)                               | Intérprete     | Duração |  |
| 1.     | "Don't Close Your Eyes Tonight" (tema de Angelina)               | Frank Musker / Richard Kerr                  | John Denver    | 4:12    |  |
| 2.     | "Forever Young" (tema de Marquinhos)                             | Bernhard Lloyd / Frank Mertens / Marian Gold | Alphaville     | 3:38    |  |
| 3.     | "Rock Me Amadeus" (tema de locação)                              | Falco / Ferdi Bolland / Rob Bolland          | Falco          | 3:21    |  |
| 4.     | "Hurts to Be In Love" (tema de Fatinha e Marquinhos)             | Gino Vannelli                                | Gino Vannelli  | 3:42    |  |
| 5.     | "I Like You" (tema de locação)                                   | Phyllis Nelson                               | Phyllis Nelson | 3:59    |  |
| 6.     | "Remember I Love You" (tema de Mariazinha e Professor Cagliosto) | Graham Lyle / Jim Diamond                    | Jim Diamond    | 4:01    |  |
| 7.     | "With Everything To Lose" (tema de Fatinha)                      | Paul Weller / Steve White                    | Style Council  | 3:55    |  |

| Lado B |                                                      |                                                                                    |                    |         |  |
| N.º    | Título                                               | Compositor(es)                                                                     | Intérprete         | Duração |  |
| 1.     | "Tarzan Boy" (tema de locação)                       | Maurizio Bassi / Naimy Hackett                                                     | Baltimora          | 3:40    |  |
| 2.     | "More Than I Can Bear" (tema de Marquinhos)          | Danny White / Mark Reilly                                                          | Matt Bianco        | 4:39    |  |
| 3.     | "I Miss You" (tema de Fatinha e Marquinhos)          | Lynn Malsby                                                                        | Klymaxx            | 4:07    |  |
| 4.     | "Never" (tema geral)                                 | Connie / Holly Knight / Walter Bloch                                               | Heart              | 4:03    |  |
| 5.     | "Da Quando Non Ci Sei" (tema de Maria Marta e Bruno) | Antonella Maggio / Dario Baldan Bembo                                              | Dario Baldan Bembo | 3:38    |  |
| 6.     | "Kalimba de Luna" (tema de Jésus)                    | Gianluigi Di Franco / Joe Amoruso / Mauro Malavasi / Remo Licastro / Tony Esposito | Tony Esposito      | 3:44    |  |
| 7.     | "Saving All My Love for You" (tema de Pedro)         | Gerry Goffin / Michael Masser                                                      | Whitney Houston    | 3:55    |  |